# Moos (am Bodensee)
Moos település Németországban, azon belül Baden-Württembergben. Lakosainak száma 3456 fő (2023. december 31.).

## Földrajza
Moos Singen és Öhningen községekkel határos.

## Népesség
A település népessége az elmúlt években az alábbi módon változott:
| Lakosok száma | 1676 | 1880 | 2153 | 2374 | 2537 | 2896 | 3188 | 3201 | 3250 | 3456 |
|               | 1961 | 1967 | 1974 | 1980 | 1987 | 1993 | 2000 | 2006 | 2013 | 2023 |

## A község részei
- Bankholzen
- Iznang
- Moos
- Weiler
- Bettnang